# احمدآباد (دورود)
احمدآباد (دورود)، روستایی از توابع بخش سیلاخور شهرستان دورود در استان لرستان ایران است.

## جمعیت
این روستا در دهستان چالانچولان قرار دارد و براساس سرشماری مرکز آمار ایران در سال ۱۳۸۵، جمعیت آن ۲۸۸ نفر (۷۹خانوار) بوده‌است.